# Onesia misera
Onesia misera är en tvåvingeart som först beskrevs av Robineau-desvoidy 1863.  Onesia misera ingår i släktet Onesia och familjen spyflugor.
Artens utbredningsområde är Frankrike. Inga underarter finns listade i Catalogue of Life.